# Maxime Deschamps
Maxime Deschamps (Vaudreuil-Dorion, 20 de diciembre de 1991) es un deportista canadiense que compite en patinaje artístico, en la modalidad de parejas.
Ganó una medalla de oro en el Campeonato Mundial de Patinaje Artístico sobre Hielo de 2024 y tres medallas en el Campeonato de los Cuatro Continentes de Patinaje Artístico sobre Hielo entre los años 2023 y 2025.

## Palmarés internacional
| Campeonato Mundial                   | Campeonato Mundial                | Campeonato Mundial | Campeonato Mundial |
| Año                                  | Lugar                             | Medalla            | Categoría          |
| ------------------------------------ | --------------------------------- | ------------------ | ------------------ |
| 2024                                 | Montreal (Canadá)                 | Medalla de oro     | Parejas            |
| Campeonato de los Cuatro Continentes |                                   |                    |                    |
| Año                                  | Lugar                             | Medalla            | Categoría          |
| 2023                                 | Colorado Springs (Estados Unidos) | Medalla de bronce  | Parejas            |
| 2024                                 | Shanghái (China)                  | Medalla de oro     | Parejas            |
| 2025                                 | Seúl (Corea del Sur)              | Medalla de plata   | Parejas            |